# Philocaenus comorensis
Philocaenus comorensis är en stekelart som beskrevs av Van Noort 1994. Philocaenus comorensis ingår i släktet Philocaenus och familjen fikonsteklar. Inga underarter finns listade i Catalogue of Life.